# Nicolae Timofti

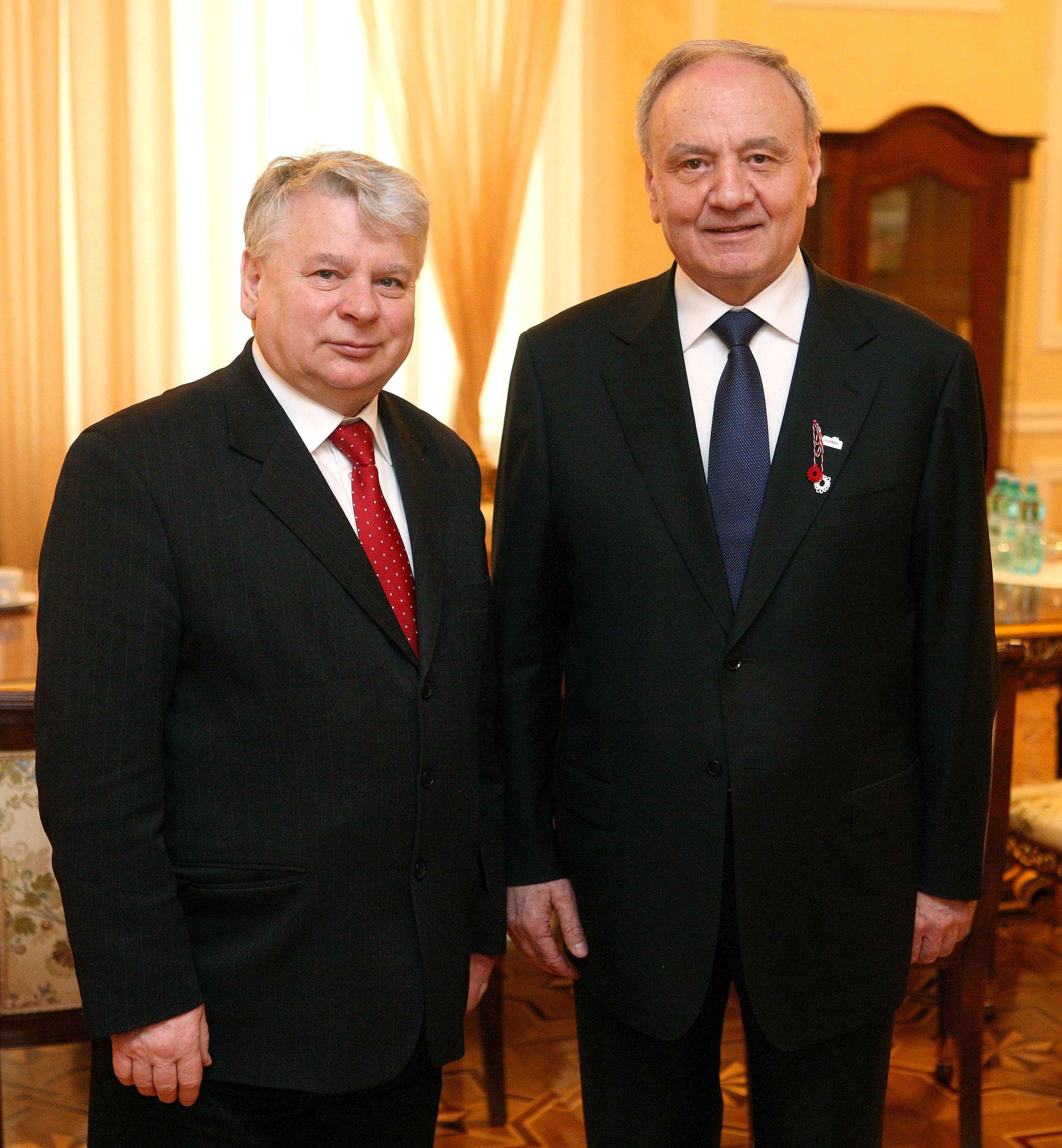
Nicolae Timofti z marszałkiem Senatu RP Bogdanem Borusewiczem (2013)

Nicolae Timofti (ur. 22 grudnia 1948 w miejscowości Ciutulești w rejonie Florești) – mołdawski prawnik i polityk, sędzia, wiceprezes Sądu Najwyższego (1990–1996), prezes Najwyższej Rady Sądownictwa (2011–2012), od 23 marca 2012 do 23 grudnia 2016 prezydent Republiki Mołdawii.

## Życiorys
Wychowywał się we Florești, dokąd jego rodzice przenieśli się w 1949. W tym samym roku jego dziadek został deportowany do obwodu amurskiego, gdzie zmarł w 1953. Nicolae Timofti uczęszczał do szkół we Florești. W latach 1964–1965 był pracownikiem tamtejszej rejonowej dyrekcji dróg, a następnie do 1967 pracował jako mechanik w bazie transportowej. W latach 1967–1972 studiował na wydziale prawa Państwowego Uniwersytetu Mołdawskiego. Był również uczestnikiem szkoleń zagranicznych i programów międzynarodowych. Po ukończeniu studiów odbył dwuletnią służbę wojskową w Grupie Wojsk Radzieckich w NRD.
Po powrocie do kraju rozpoczął pracę w Ministerstwie Sprawiedliwości Mołdawskiej SRR na stanowisku starszego radcy. W 1976 objął urząd sędziego w sądzie rejonu frunzeńskiego Kiszyniowa. Od 1980 do 1996 był sędzią Sądu Najwyższego Mołdawskiej SRR, a następnie Republiki Mołdawii. W latach 1990–1996 pełnił funkcję wiceprezesa Sądu Najwyższego. Od 1996 do 2001 był prezesem sądu apelacyjnego Republiki Mołdawii, a następnie sędzią w tej instytucji. Od 2003 do 2005 wykonywał obowiązki sędziego w sądzie apelacyjnym w Kiszyniowie, a od 2005 do 2012 był ponownie sędzią Sądu Najwyższego. Od 2003 zasiadał w Najwyższej Radzie Sądownictwa, a od 2011 pełnił funkcję jej prezesa.
16 marca 2012 został wybrany przez Parlament Republiki Mołdawii na stanowisko prezydenta. Uzyskał poparcie 62 deputowanych. Poza posłami Sojuszu na rzecz Integracji Europejskiej, który wysunął jego kandydaturę, głosowało na niego także troje deputowanych z grupy Igora Dodona (należącego wcześniej do Partii Komunistów Republiki Mołdawii) oraz jeden deputowany niezależny. Nicolae Timofti został zaprzysiężony 23 marca 2012. Nie kandydował w wyborach prezydenckich w 2016 i zakończył urzędowanie 23 grudnia tegoż roku.

### Życie prywatne
Nicolae Timofti jest żonaty, ma trzech synów. Zna również język francuski i rosyjski.

## Odznaczenia i wyróżnienia
- Wielki Mistrz Orderu Republiki (2012–2016, Mołdawia)
- Order Stefana Wielkiego (Mołdawia, 2015)
- Order „Sława Pracy” (Moldawia, 1996)
- Order Republiki Serbii II klasy (2013)
- Tytuł „Om Emerit” (1998)
- Tytuł „Veteran al sistemului judiciar” (2001)